# Möckern, Sachsen-Anhalt
Möckern, ibland även kallad Möckern in Fläming, är en stad i Tyskland, belägen i Landkreis Jerichower Land i det tyska förbundslandet Sachsen-Anhalt, 23 kilometer öster om förbundslandets huvudstad Magdeburg och 115 kilometer väster om Berlin.
Möckern är sedan en rad kommunsammanslagningar under början av 2000-talet Tysklands fjärde största kommun till ytan, med en yta på 523,64 kvadratkilometer (2014) och den näst största som inte samtidigt är ett förbundsland, efter Gardelegen.

## Administrativ indelning
Möckern består av följande Ortsteile:
| - Bomsdorf - Brandenstein - Brietzke - Büden - Dalchau - Dörnitz - Drewitz - Friedensau - Glienicke - Göbel - Grabow - Grünthal - Hobeck - Hohenziatz - Isterbies - Kähnert - Kalitz | - Kampf - Klein Lübars - Klepps - Krüssau - Küsel - Landhaus - Loburg - Lübars - Lütnitz - Lüttgenziatz - Magdeburgerforth - Möckern - Pabsdorf - Räckendorf - Reesdorf - Riesdorf - Rietzel | - Rosian - Rottenau - Schweinitz - Stegelitz - Stresow - Theeßen - Tryppehna - Wahl - Wallwitz - Wendgräben - Wörmlitz - Wüstenjerichow - Zeddenick - Zeppernick - Ziegelsdorf - Ziepel |